# Wolfgang Ludwig von Grünthal
Wolfgang Ludwig Freiherr von Grünthal (* 6. März 1659 Regensburg; † 23. Dezember 1726) war Adeliger, Kämmerer und Hofkriegsrat von Baaden-Durlach und Vizekommandant von Pforzheim.

## Leben
Wolfgang Ludwig war der Sohn von Ludwig Freiherr von Grünthal (1624–1668) und Elisabeth Kölbl von Geissing. Seit jungen Jahren war Wolfgang Ludwig Soldat, kämpfte zuerst in Ungarn gegen die Türken und dann in Deutschland gegen Frankreich. Er war im Baaden-Durlachischen Regiment 24 Jahre lang erster Hauptmann, Vice-Commandant von Pforzheim und dreimal von den Franzosen gefangen. Er war Kammerjunker und Hofkriegsrat von Friedrich VII. Magnus von Baden-Durlach. Am 18. Februar 1695 wurde Freiherr von Grünthal in den Ritterkanton Neckar-Schwarzwald aufgenommen. Ihm wurde am 23. Juni 1717 von Markgraf Karl III. Wilhelm der Hausorden der Treue verliehen.
Wolfgang Ludwig Freiherr von Grünthal zu Eglstall, Mühlen und Neunhausen war Herr auf Schloss Dietach (Schleißheim), Schloss Ottsdorf (Thalheim bei Wels), Schloss Achleiten (Gemeinde Kematen an der Krems) und Mühlen am Neckar. Er heiratete Maria Catharina Megenzer von Velldorf, mit der er drei Töchter und einen Sohn, Friedrich Ludwig, hatte.